# Iglesia de Santa María (Cambre)

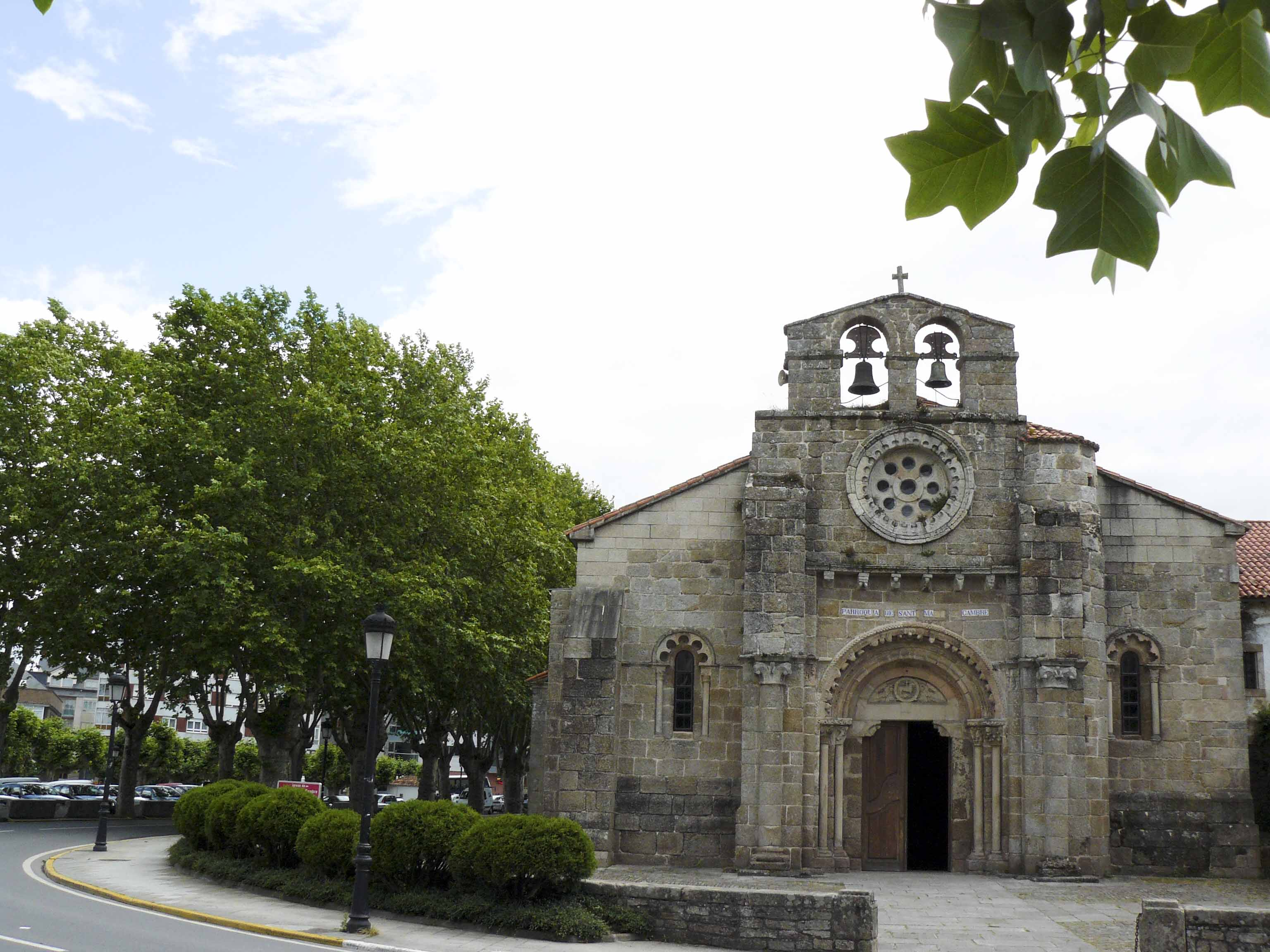
Fachada de la iglesia.

La Iglesia de Santa María de Cambre es una iglesia dedicada a la Virgen María, de fábrica románica y considerado uno de los mejores ejemplos del conocido como románico compostelano en el rural gallego. Se encuentra en el municipio de Cambre, en la provincia de La Coruña.

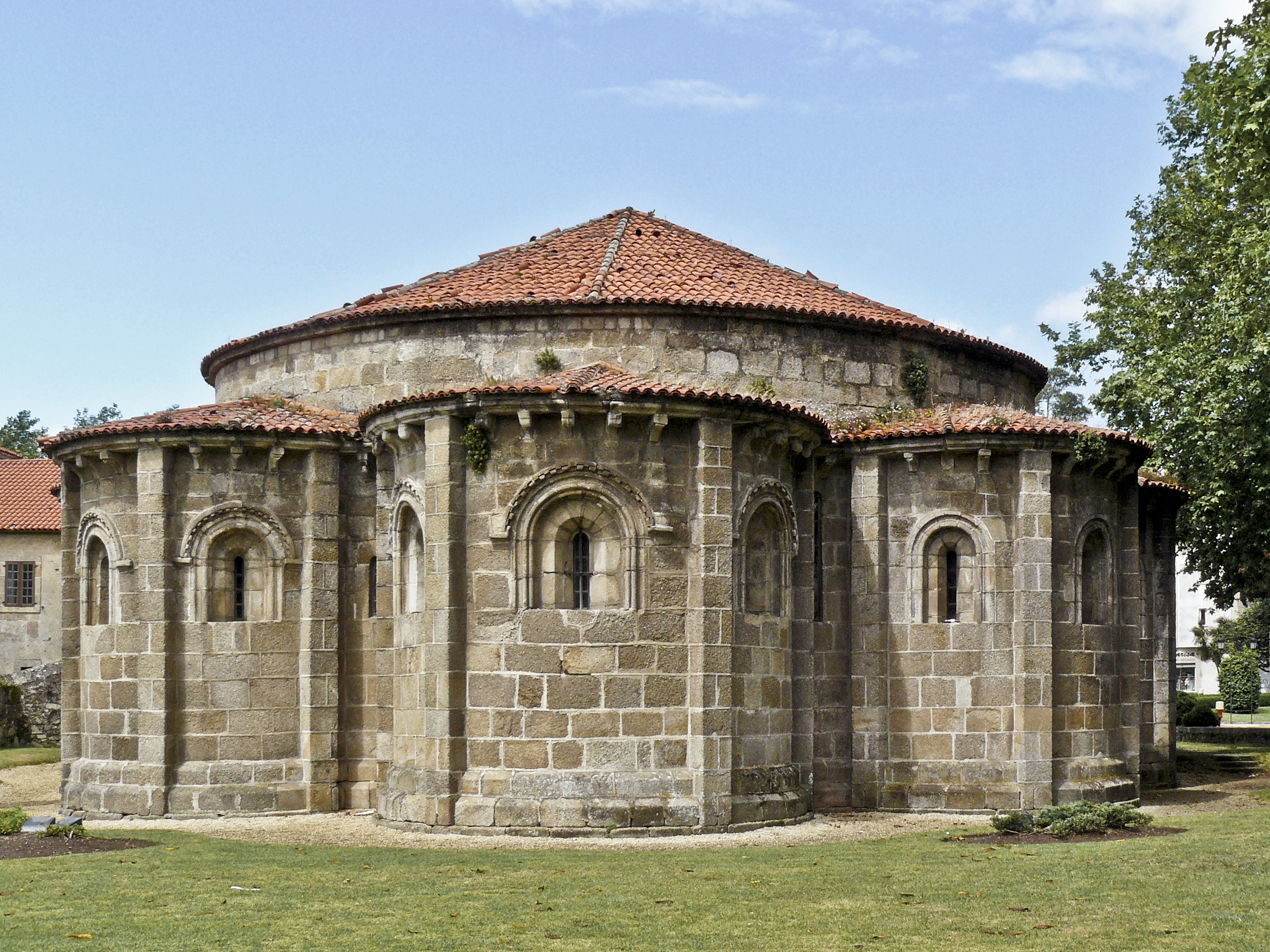
Ábsides románicas.

Todas las parroquias de Cambre, incluida Santa María, pertenecen a la jurisdicción de la archidiócesis compostelana. En la Alta Edad Media, en un lugar conocido como Calambre, se fundó un monasterio familiar por parte de un caballero llamado Alvito y sus hermanas Vestriberga y Urraca. El monasterio fue donado al compostelano de San Paio de Antealtares el 16 de agosto del año 932.

## Descripción
La iglesia es el único elemento que se conserva en la actualidad del primitivo cenobio. Fue construida a finales del siglo XII y se estructura en una planta de cruz latina con deambulatorio. De la iglesia cabe destacar el empleo de una mezcla de soluciones románicas y góticas con una fuerte influencia del taller de la Catedral Compostelana o Taller Mateano.

### Exterior
La parte mejor conservada del conjunto es la cabecera, compuesta por la capilla mayor y cinco capillas en los absidiolos. En estos se conservan las cornisas y abovedamientos originales.

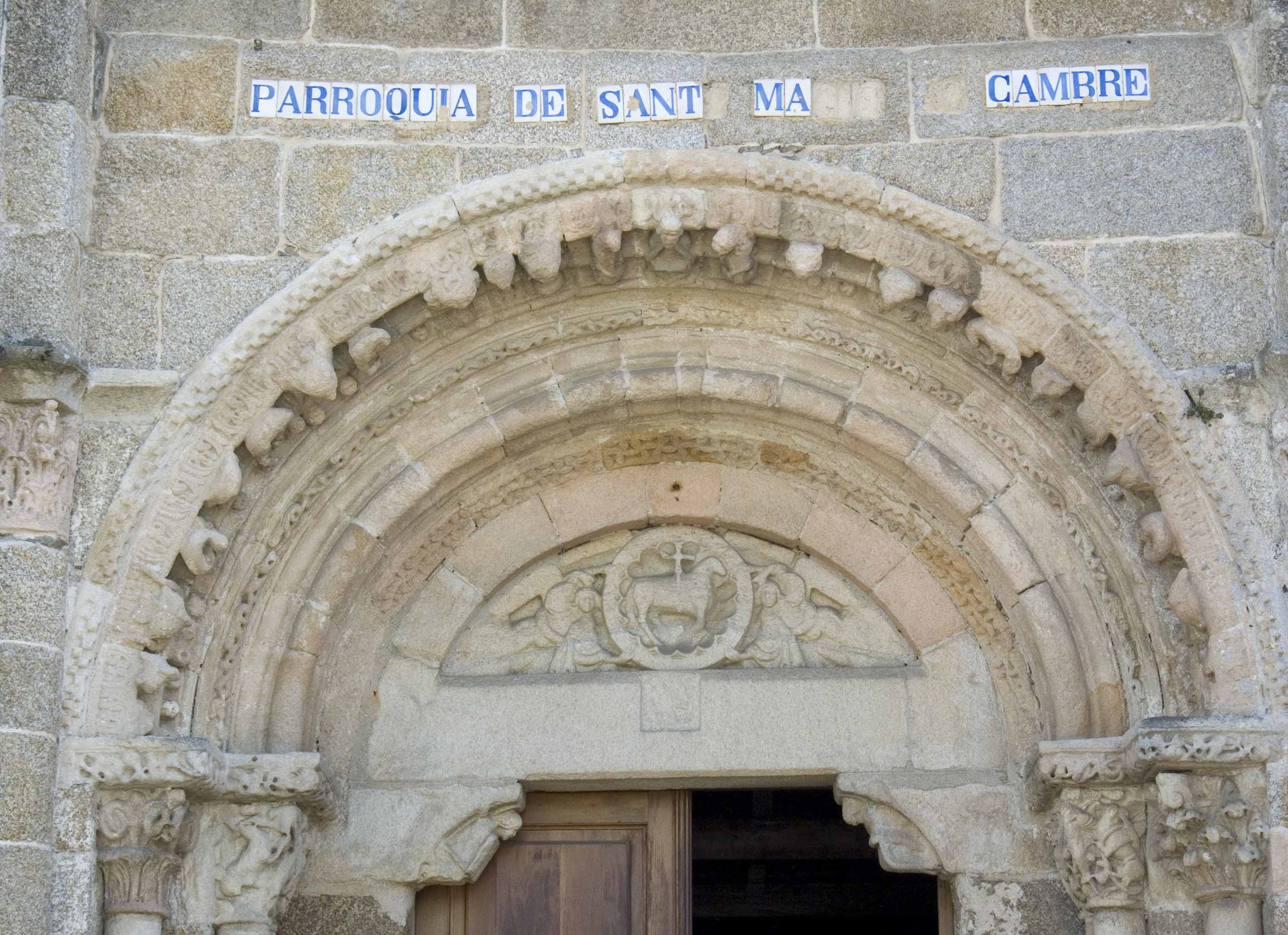
Tímpano co Agnus Dei de la portada principal.

En la hermosa fachada destaca el uso, no habitual en el exterior, de columnas pareadas. La portada se encuentra enmarcada por contrafuertes. En el tímpano se muestra un Agnus Dei insertado en un clípeo en forma de venera. En las arquivoltas encontramos diversa decoración zoomórfica y antropomórfica que busca el transmitir un mensaje de denuncia del mal. En la clave del tímpano el profeta Daniel representado entre vigilantes leones rampantes.
En los capiteles se representa el pesaje de las almas del Juicio Final frente al demonio y la lucha de San Miguel contra el dragón del apocalipsis.
A ambos lados de la portada dos vanos con arcos de medio punto adornados con cinco arcos de herradura en su intradós hechos a imagen de los de la Fachada de Platerías compostelana.
Sobre la portada un tornalluvias soportado por canecillos con figuras de animales y antropomorfas. Por encima del tornalluvias un rosetón compuesto por una celosía de círculos alrededor de uno mayor y enmarcada por molduras con la interior decorada con arquitos de herradura. Remata la fachada una espadaña con dos nichos para las campanas.

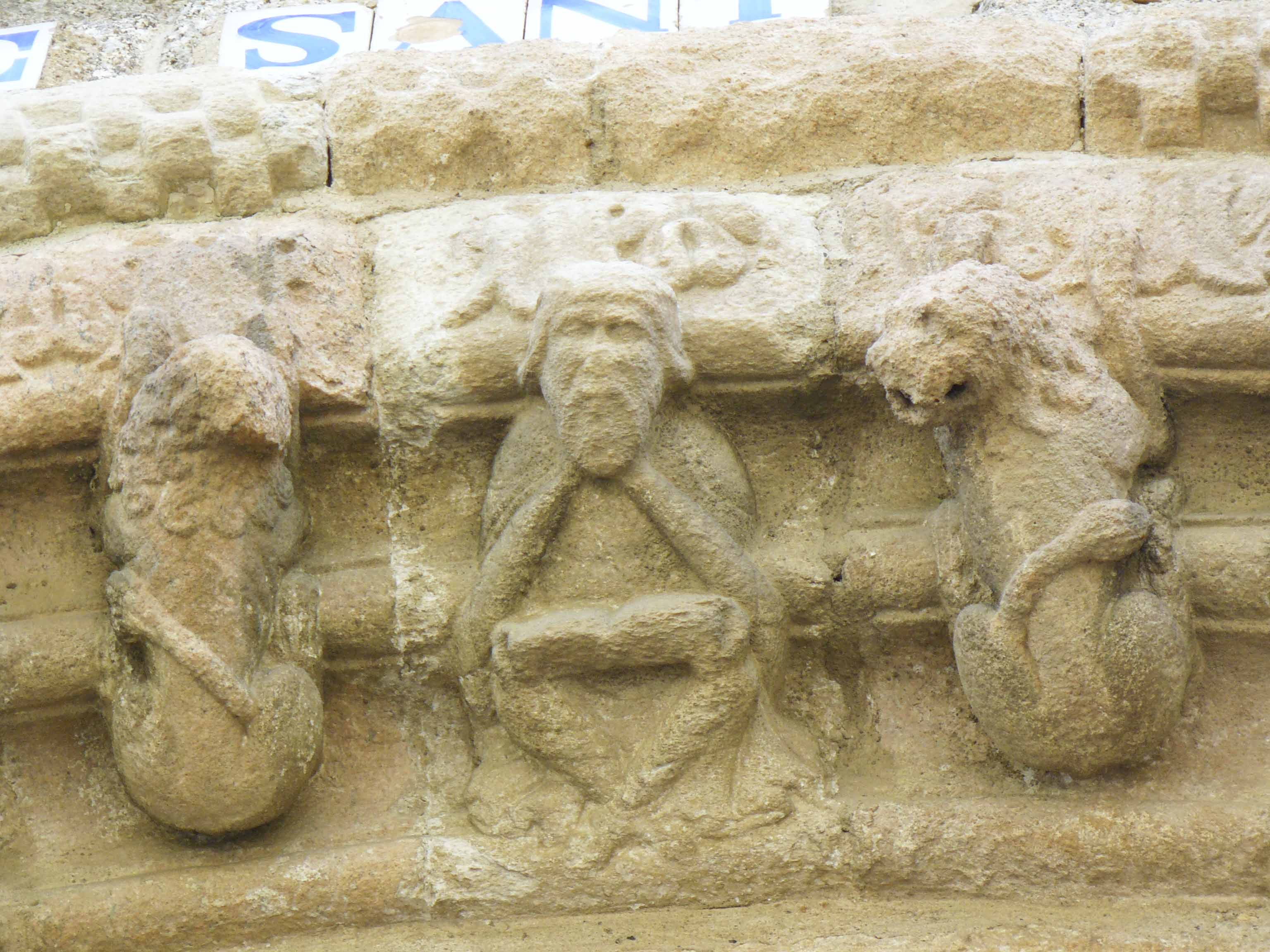
Detalle de la fachada. Daniel entre dos vigilantes leones.

### Interior
Dividida en tres naves compuestas de cuatro tramos separados por pilares compuestos cruciformes. Es de destacar su variada y abundante decoración, llegando a contarse hasta noventa y cuatro capiteles con incluso treinta motivos ornamentales diferentes.
En el interior conserva algunas piezas de interés: un capitel con la fecha de 1194 grabada en él, la pila conocida como Hidria de Jerusalén, o una Virgen con Niño en piedra de finales del siglo XII.